# Герберт фон Даніельс
Герберт Едуард Людвіг Карл Герман Оттомар Едлер фон Даніельс (нім. Herbert Eduard Ludwig Karl Hermann Ottomar Edler von Daniels; 31 березня 1895 — 21 грудня 1965) — німецький офіцер, один з керівних співробітників центрального апарату СС, штандартенфюрер СС.

## Біографія
Учасник Першої світової війни. Після демобілізації вивчав фізику в Берлінському університеті. 23 липня 1935 року вступив у СС (квиток № 258 002). Служив в штабах 13-го і 33-го абшнітів СС. В 1938 році вступив у НСДАП (квиток № 6 034 799). 1 квітня 1940 переведений до Головного управління СС, де очолив Х управління (з 15 серпня 1940 року — IV управління), яке займалося фізичною підготовкою членів СС. У 1942 році при черговій реорганізації Головного управління СС управління фізичної підготовки отримало номер V, а 30 серпня 1944 року — II. Одночасно з 1 березня 1941 року керував відповідним відділом (I C) в складі 1-го управління Головного управління імперської безпеки. З 27 серпня 1942 по січень 1945 начальник штабу і заступник інспектора фізичної підготовки при шефові поліції безпеки і СД.
Після того, як старший брат Герберта Александер фон Даніельс потрапив у полон і вступив у національний комітет «Вільна Німеччина», Генріх Гіммлер наказав йому вирушити на фронт, щоб спокутувати сімейну ганьбу, проте переведення було  відстрочене завдяки впливовим друзям Даніельса. Тому з 29 січня по 1 вересня 1944 року він продовжив очолювати свій відділ. Після цього з'ясувалось, що в Даніельса немає відповідної кваліфікації командира полку, і його відправили на курс командира полку в танкового-гренадерське училище біля Праги. В січні 1945 року відправлений на фронт і зарахований до складу 18-го моторизованого ерзац-батальйону СС.

## Звання
- Лейтенант (1914)
- Оберлейтенант (1920)
- Оберштурмбаннфюрер СС (23 липня 1935)
- Штандартенфюрер СС (20 квітня 1937)
- Гауптштурмфюрер резерву військ СС (23 жовтня 1942)
- Штандартенфюрер резерву військ СС (24 грудня 1942)

## Нагороди
- Залізний хрест 2-го і 1-го класу
- Нагрудний знак «За поранення» в чорному
- Почесний хрест ветерана війни з мечами
- Німецька імперська відзнака за фізичну підготовку в золоті
- Спортивний знак СА в золоті
- Почесний кинджал СС
- Почесна шпага рейхсфюрера СС
- Кільце «Мертва голова»
- Застібка до Залізного хреста 2-го класу
- Хрест Воєнних заслуг 2-го класу з мечами